# Die Nacht aus Blei
Die Nacht aus Blei ist ein Roman des Hamburger Schriftstellers, Orgelreformers und Musikverlegers Hans Henny Jahnn. Es ist sein letzter und kürzester Prosatext, der in mehrere Sprachen übersetzt wurde und vermutlich das meistgelesene Prosawerk des Autors ist. Es handelt von einer alptraumhaften Wanderung, die zur psychologischen Selbsterfahrung des Protagonisten führt.

## Entstehungsgeschichte
Hans Henny Jahnn plante einen Liebesroman mit dem Titel Jeden ereilt es, der aber im Entwurfstadium geblieben ist. Vermutlich ist er nie vollendet worden, weil „in keinem seiner Werke die Homosexualität so unverhüllt zum Ausdruck kommt wie hier“. An seinen Freund und Schriftstellerkollegen Werner Helwig schrieb er, er fürchte, den Roman nicht veröffentlichen zu können, da er auf niemand Rücksicht nehme und „keine Absonderlichkeit verwerflich finde“.
Der Roman wurde postum 1968 als „Fragment aus dem Nachlass“ veröffentlicht. Die Nacht aus Blei ist eine Binnenerzählung des geplanten Romans, die separat als Novelle noch zu Jahnns Lebzeiten (1956) erschien.

## Inhalt
Erzählt wird in einer Art Traumsequenz die Geschichte des jungen Matthieu, der von einem Engel in einer Nacht ausgesetzt wird und nun alptraumhaft durch eine unbekannte, düstere und menschenleere Stadt streift. Als er in ein Haus gerät, trifft er auf die Prostituierte Elvira, die ihn verführen will. Dabei wird ihm klar, dass er einer Sinnestäuschung erliegt: Ihr Leib unter der Schminke ist leer bzw. besteht nur aus Schwärze. Auf der Straße trifft er Anders, einen jüngeren Doppelgänger seiner selbst, der ihn in eine unterirdische Wohnung führt. Anders hat eine Verletzung im Unterleib, die ihm von einem Jungen zugefügt wurde, der in seinen Körper eindringen wollte. Es ist Matthieu bestimmt, seinen Doppelgänger, der sein früheres Ich darstellt, zu ermorden. Dieser entblößt seine große offene Bauchwunde und erzählt dabei von den unheimlichen Bewohnern der Stadt. Matthieu tötet Anders in der Gruft, indem er den Arm in die Wunde stößt. Als er merkt, dass er in Dunkelheit eingemauert ist, gerät er in Panik. In den Armen des Todesengels Gari wird er schließlich fortgetragen.

## Analyse und Rezeption
Der Jahnn-Biograf Thomas Freeman bezeichnet Die Nacht aus Blei als „kafkaeskes Prosagebilde in surrealistischer Symbolsprache“.
Das Werk enthält ins Extrem getrieben drei typische Jahnn-Themen: die Erotik, das Heilige und die Gewalt; Jahnns Text sei „eine Kunst, die sich radikal das Ausgeschiedene, das Abgedrängte zur Aufgabe“ mache.
Der Literaturkritiker Uwe Schweikert schreibt, dass es die Intensität der „bild- und sprachvisionären Gewalt ist, die den Leser in Bann zieht und damit an ihr partizipieren lässt“.
Dieses Spätwerk fand relativ weite Verbreitung und Übersetzungen, besonders in Frankreich; es wurde auch musikalisch bearbeitet. Der Graphiker Klaus Böttger schuf einen Zyklus von Radierungen über die Themen des Werkes.

## Zitat
„Dieser in seiner kargen Diktion vorgetragene Alptraum liest sich wie eine weitere Variation über Jahnns große Themen: den Verlust des Glaubens, die Zweifel an der Gutartigkeit der Schöpfung, die Erfahrung der Ausgrenzung und die an Emanuel Swedenborg erinnernden Engel.“

## Ausgaben

### Deutsche Veröffentlichungen
- Wegner, „die mainzer reihe“. Band 2, Hamburg 1956.
- Luchterhand, Darmstadt 1960.
- Deutscher Taschenbuch Verlag, München 1962 (sonderreihe dtv, Bd. 5).
- Bibliothek Suhrkamp. Band 682. Frankfurt am Main 1980, ISBN 3-518-01682-2.
- Enthalten in: Hans Henny Jahnn: Werke in Einzelbänden. Band Späte Prosa. Hoffmann und Campe, Hamburg 1987, ISBN 3-455-03631-7.
- Mit 12 eingedruckten Radierungen von Klaus Böttger und einem Nachwort von Wulf Piper. The Bear Press, Bayreuth 1988.
- Enthalten in: Hans Henny Jahnn: Jubiläumsausgabe, Band 8. Kurze Prosa und Essays. Hoffmann und Campe, Hamburg 1994, ISBN 3-455-10323-5.
- v. Hase und Koehler, Mainz 1994, ISBN 3-7758-1322-5.
- Bibliothek Suhrkamp. Band 1318. Frankfurt am Main 1999, ISBN 3-518-22318-6.

### Übersetzungen
- Französisch: La Nuit de plomb. Édition du Seuil, Paris 1963
- Dänisch: Nat af bly og aske. Skar 1965
- Schwedisch: Blynatten. Tidens Förlag, Stockholm 1968
- Norwegisch: Blynatten. Gyldendal, Oslo 1977, ISBN 82-05-09226-5
- Ungarisch: Óloméj. Európa Könyvkiadó, Budapest 1985, ISBN 963-07-3271-8
- Isländisch:  Blýnótt. Forlagið, Reykjavík 2000, ISBN 9979-53-415-X
- Italienisch: La notte di piombo. Pisa 2001, ISBN 88-8250-021-7
- Portugiesisch: A noite de chumbo. Ed. Ugrino, São João del Rey 2004, ISBN 85-88113-02-3
- Lettisch:  Svina nakts. Riga, Jumava 2015, ISBN 978-9934-11-815-9.
- Tschechisch: Noc z olova. Pulchra, Praha 2016, ISBN 978-80-7564-009-3

### Musikalische Bearbeitung, Lesung, Ausstellungskatalog
- Hans-Jürgen von Bose: Komposition. Kinetische Handlung in sechs Bildern. Ars Viva Verlag, Mainz 1981
- Fernsehfilm. Verfilmung des Balletts von Hans-Jürgen von Bose nach der Romanvorlage. Ballett-Choreographie: Heinz Spoerli. 1985
- Ausstellungskatalog. Meisterklasse für Bühnen- und Filmgestaltung, Hochschule für Angewandte Kunst in Wien. Wien 1987
- Hans-Jürgen von Bose: Die Nacht aus Blei. Suite. Compact Disc und Beiheft. SWR. Wergo-Schallplatten, Mainz 1993
- Asmus Tietchens: Die Nacht aus Blei. CD. Walter Ulbricht Schallfolien, Hamburg 1994
- Lesung. 2 CDs. Sprecher: Alexander Khuon, Torsten Feuerstein. Hoffmann und Campe, Hamburg 2006, ISBN 978-3-455-30475-6.
- Hörspiel, bearbeitet von Alexander Schuhmacher. Hörbuch Hamburg 2011, 2 CD.
- Jakob Diehl: Komposition für Ensemble frei nach dem Roman „Die Nacht aus Blei“. 2008